# Ридомильська сільська рада
Ридо́мильська сільська́ ра́да — адміністративно-територіальна одиниця та орган місцевого самоврядування у Кременецькому районі Тернопільської області. Адміністративний центр — село Ридомиль.

## Загальні відомості
- Територія ради: 36,75 км²
- Населення ради: 1 926 осіб (станом на 2001 рік)

## Населені пункти
Сільській раді підпорядковані населені пункти:
- с. Ридомиль

## Склад ради
Рада складається з 16 депутатів та голови.
- Голова ради: Кужель Святослав Михайлович
- Секретар ради: Гаджерига Лідія Андріївна

### Керівний склад попередніх скликань
| Прізвище, ім'я, по батькові | Основні відомості                                                             | Дата обрання | Дата звільнення |
| --------------------------- | ----------------------------------------------------------------------------- | ------------ | --------------- |
| Гринюк Віталій Васильович   | 26.03.2006                                                                    | 31.10.2010   |                 |
| Гринюк Віталій Васильович   | Сільський голова, 1955 року народження, освіта середня загальна, безпартійний | 31.10.2010   |                 |

Примітка: таблиця складена за даними сайту Верховної Ради України

### Депутати
За результатами місцевих виборів 2015 року депутатами ради стали:

#### За суб'єктами висування
| Суб'єкт висування | Кількість обраних депутатів | %    |
| ----------------- | --------------------------- | ---- |
| Самовисування     | 15                          | 93,8 |
| Народна партія    | 1                           | 6,3  |

#### За округами
| № округу       | Прізвище, ім'я, по батькові    | Дата визнання обраним | Освіта             | Партійна приналежність                | Відомості про обраного депутата                     |
| -------------- | ------------------------------ | --------------------- | ------------------ | ------------------------------------- | --------------------------------------------------- |
| Народна Партія |                                |                       |                    |                                       |                                                     |
| 16             | Вінічук Василь Михайлович      | 02.11.2010            | середня            | член Народної партії                  | тимчасово не працює                                 |
| Самовисування  |                                |                       |                    |                                       |                                                     |
| 1              | Сорока Василь Миколайович      | 02.11.2010            | вища               | позапартійний                         | тимчасово не працює                                 |
| 2              | Гринюк Неля Віталіївна         | 02.11.2010            | середня            | позапартійна                          | тимчасово не працює                                 |
| 3              | Гаджерига Роман Васильович     | 02.11.2010            | вища               | позапартійний                         | ПП ТРК Метро, директор                              |
| 4              | Березюк Віталій Васильович     | 02.11.2010            | вища               | член Політичної партії «Наша Україна» | Ридомильська загальноосвітня школа, вчитель         |
| 5              | Левандовський Іван Павлович    | 02.11.2010            | вища               | позапартійний                         | Ридомильська загальноосвітня школа, вчитель         |
| 6              | Лахита Віталій Федорович       | 04.05.2011            | вища               | позапартійний                         | Ридомильська ЗОШ І-ІІІ ст. , вчитель                |
| 7              | Сліпак Василь Васильович       | 02.11.2010            | середня            | позапартійний                         | тимчасово не працює                                 |
| 8              | Митрога Володимир Степанович   | 02.11.2010            | середня            | позапартійний                         | тимчасово не працює                                 |
| 9              | Гаджерига Лідія Андріївна      | 02.11.2010            | вища               | позапартійна                          | Ридомильська сільська рада, секретар сільської ради |
| 10             | Гладковський Василь Васильович | 02.11.2010            | середня спеціальна | позапартійний                         | тимчасово не працює                                 |
| 11             | Сорока Василь Михайлович       | 02.11.2010            | середня            | позапартійний                         | Ридомильська загальноосвітня школа, сантехнік       |
| 12             | Резнік Анатолій Максимович     | 02.11.2010            | середня            | позапартійний                         | Ридомильська сільська рада, начальник ВОБ           |
| 13             | Неверенко Ганна Іовна          | 02.11.2010            | вища               | позапартійна                          | тимчасово не працює                                 |
| 14             | Мартинюк Людмила Василівна     | 02.11.2010            | вища               | позапартійна                          | Дубномолоко, приймщик молока                        |
| 15             | Кужіль Іван Захарович          | 02.11.2010            | вища               | позапартійний                         | приватний підприємець                               |